# Nimbaphrynoides liberiensis
Nimbaphrynoides liberiensis är en groddjursart som först beskrevs av Xavier 1979.  Nimbaphrynoides liberiensis ingår i släktet Nimbaphrynoides och familjen paddor. IUCN kategoriserar arten globalt som akut hotad. Inga underarter finns listade i Catalogue of Life.